# Westerpark (Hamburg)

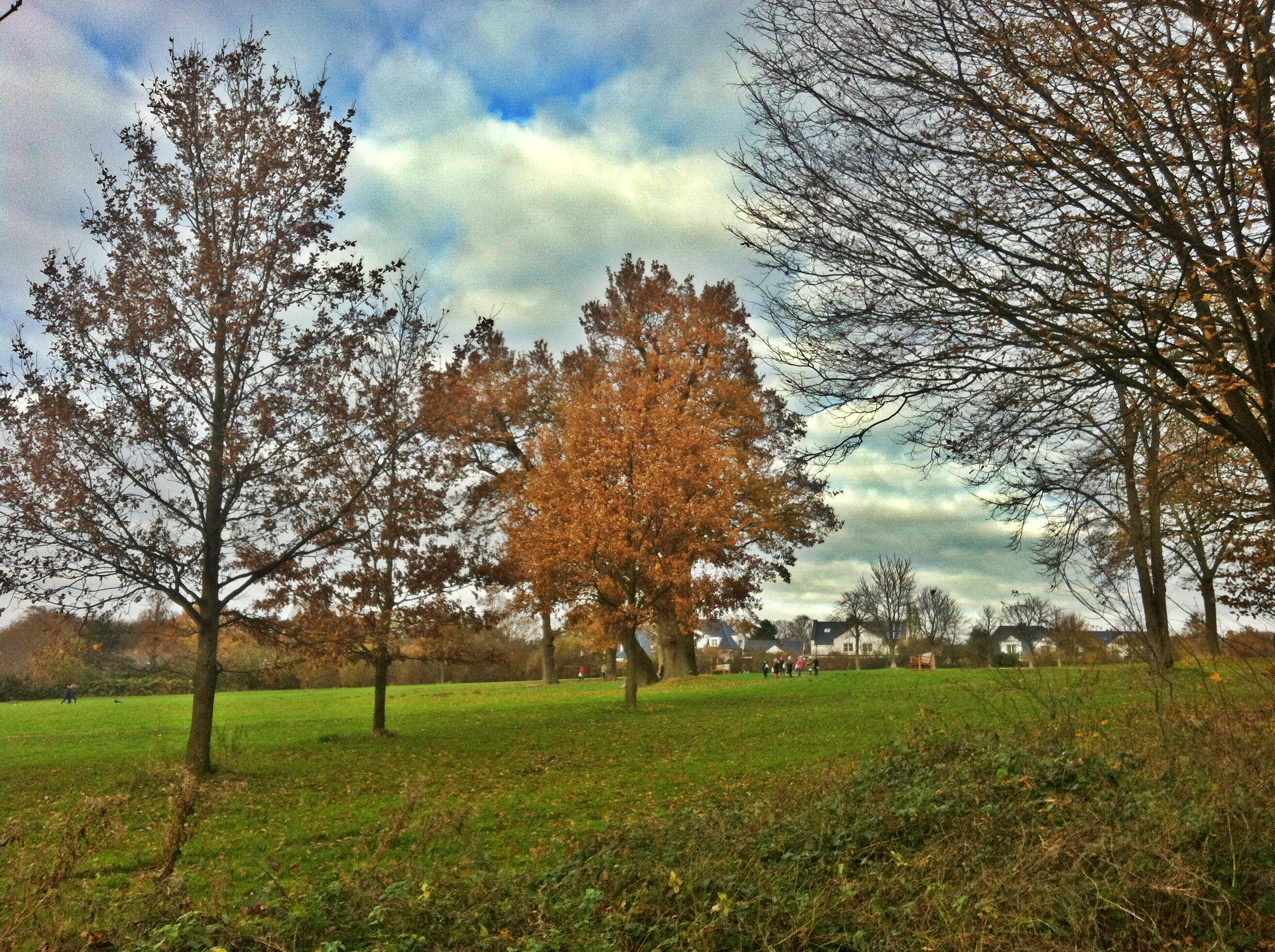
Der Westerpark 2013

Der Westerpark ist ein Park in Hamburg-Nienstedten in der Gemarkung Klein Flottbek.

## Lage
Der Park befindet sich unmittelbar westlich angrenzend an das Landhaus Caspar Voght zwischen Baron-Voght-Straße, Quellental, Kanzleistraße beziehungsweise Am Westerpark und Jürgensallee.

## Geschichte
Der Park entstand ursprünglich als westlichster von vier Parks – als einziger der vier nach den Himmelsrichtungen benannten Parks trägt er noch den ursprünglichen Namen – des Musterguts von Baron Caspar Voght als Teil seiner „Ornamented Farm“ und galt zur Zeit der Aufklärung als Austauschzentrum für die neuen Erkenntnisse in den Naturwissenschaften und in der Landwirtschaft. Ab 1785 wurden landwirtschaftliche Nutzflächen geschaffen, die nach gartenkünstlerischen Vorgaben angelegt wurden. 1795 gründete Voght für die Bepflanzung seines Gutes auch eine Baumschule.
In deren Nachfolge wurde das Gelände dann viele Jahre von der Baumschule Lorenz von Ehren genutzt. 1967 kam es dabei zu Umgestaltungen, um nutzbare Flächen zu erhalten wurden Unebenheiten zugeschüttet und Teile des historischen Baumbestands gefällt. Seit 1991 verließ die Baumschule das Gelände und zog in den Süden Hamburgs, wodurch sich die Möglichkeit ergab, die historischen topografischen Merkmale des Guts wiederherzustellen beziehungsweise einige Teile, wie den Bachlauf der Kleinen Flottbek, die das Gebiet am Südwestrand schneidet, zu renaturieren. Als Erinnerung an die Baumschule wurden im Norden der Hangwiesen strahlenförmige Gehölzreihen gepflanzt. Der weitläufige Westerpark dient heute der Naherholung. Auch eine Hundeauslaufzone ist vorhanden. Im Süden befindet sich das Quellental mit einem gleichnamigen Restaurant. Auch grenzt hier direkt, dem Bachlauf der Kleinen Flottbek folgend, der Wesselhoeftpark an.

## Derby-Park
Nördlich und unmittelbar verbunden befindet sich der Derby-Park Klein Flottbek, in dem jährlich das Deutsche Spring- und Dressurderby im Reitsport stattfindet.